# Casearia sylvestris
Casearia sylvestris je stálezelená tropická dřevina, je to jeden z asi 180 druhů rodu polouš (Casearia) původně zařazeného ve zrušené čeledi Flacourtiaceae, odkud byl s příchodem taxonomického systému APG II přeřazen do čeledě vrbovitých.

## Rozšíření
Rostlina roste ve Střední a Jižní Americe, od jihu Mexika po sever Argentiny a dále téměř v celém Karibiku. Na typ půdy není vybíravá, neroste však v močálech a špatně roste na vyčerpané půdě. Nevadí ji polostín, pro tvorbu plodů však potřebuje dostatek slunečního svitu. Vyskytuje se od úrovně mořské hladiny až po nadmořskou výšku 1300 m. Vyrůstá v druhotných přírodních lesích, kolem silnic a na okrajích polí a pastvin. V oblasti Orinoka ve Venezuele je jedním z nejrozšířenějších stromů.

## Popis
Je to strom nebo keř obvykle vysoký 2 až 3 m, v úrodné Amazonii výjimečně dorůstá až do 10 m. Pro bezpečné ukotvení a dobré vstřebávání živin má rozložité postranní kořeny bílé barvy s hrubou zkorkovatělou kůrou. Kmen i větve mají hladkou a tenkou šedou kůru s nápadnými lenticelami. Běl dřeva je světle hnědá, tlusté jádro je tmavé hnědé, tvrdé a těžké. Větvičky jsou dlouhé a štíhlé, často rostou horizontálně nebo jsou převislé. Střídavě vyrůstající listy mají řapíky až 8 mm dlouhé. Listové čepele jsou obvykle vejčité až kopinaté, mívají délku 5 až 15 a šířku 3 až 7 cm, jejich okraje jsou lehce zoubkované a vlnité, u báze klínovité a zakončeny jsou ostrou špičkou. Na spodní straně jsou patrné paprskovité žilky.
Drobné, krémově bílé nebo nazelenalé květy na krátkých stopkách dlouhých okolo 1 cm, vonící po medu a moči, vyrůstají ve shlucích po 20 až 50 z úžlabí listů, jsou sestaveny do květenství klubko. Kališní lístky jsou 4,  korunní chybí. Tyčinek je obvykle okolo 10, jednodílný semeník má čnělku s třílaločnou bliznou. Kvete od července do října. Opylení zajišťuje drobný létající hmyz. Plod je kulovitý nebo zploštělý míšek mající 3 až 4 mm v průměru a v něm je obvykle od 2 do 6 hnědých semen uložených v červené nebo červenooranžové dužině.
Vykvétá již po dvou létech nebo po dosažení výšky cca 1 m. Plody dozrávají v období od září do prosince, většinou značně nerovnoměrně. Dožívá se asi 20 let, množí se semeny a řízky, potřebuje však teplotu nad 20 °C. Produkuje velké množství olejnatých semen, je považován za průkopnickou rostlinu obsazující narušenou půdu.

## Využití
Dřevo se používá pro výrobu zemědělských a tesařských nástrojů, dělají se z něho různoúčelové tyče a je vhodný i jako palivo. Plody slouží za potravu pro ptáky kteří jeho semena rozšiřují do širokého okolí, je významnou medonosnou rostlinou.
Listy i kůra obsahují mnoho příjemně vonící silice a mnohé kyseliny, saponiny, alkaloidy a celou řadu dalších látek. Rostlina má dlouhou historii v bylinné přírodní léčbě původních obyvatel amazonských pralesů, používají se odvary nebo obklady z listů, kůry i semen. Užívá se proti hadímu i včelímu jedu, pro hojení ran i kožních onemocnění, lokálně tlumí bolest a léčí všemožná břišní onemocnění. Nyní se vědecky zkoumají potenciální protinádorové účinky.